# شفاطة (طب)

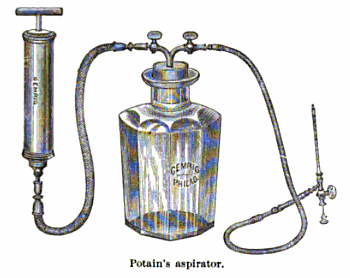
صورة مشابه

الشَّفَّاطة أو الرشافة أو الأنبوب الشافط في الطب جهاز شفط صغير يستخدم لإزالة المخاط وغيره من سوائل الجسم من المريض. غالبا ما تُصمم هذه الأجهزة لتكون محمولة لاستخدامها في سيارات الإسعاف و دور رعاية المسنين وتعمل كهربائيًا. كبرى الشركات المصنعة وتشمل الحلفاء للرعاية الصحية (تحت Gomco العلامة التجارية) والتأثير. في الماضي كانت تستخدم سفاطات تعمل يدويا مثل الشافطة لـ Potain.